# 二乙基汞
二乙基汞，示性式：Hg(C2H5)2，是在常溫常壓下一种易燃的无色液體，这种有机汞化合物被描述为略带甜味，它的毒性雖比二甲基汞低得多，但吸入足够的烟气仍被发现这是有害的； 这种化学物质可以穿过血脑屏障，造成永久性脑损伤，也是已知最强的神经毒素之一。

## 合成
乙基溴化镁与氯化汞的反应可制得二乙基汞。 
{\displaystyle {\ce {2 C2H5MgBr + HgCl2 ->Hg(C2H5)2 + MgBr2 + MgCl2}}}
也有其他合成方法。